# Kasteel Heeswijk

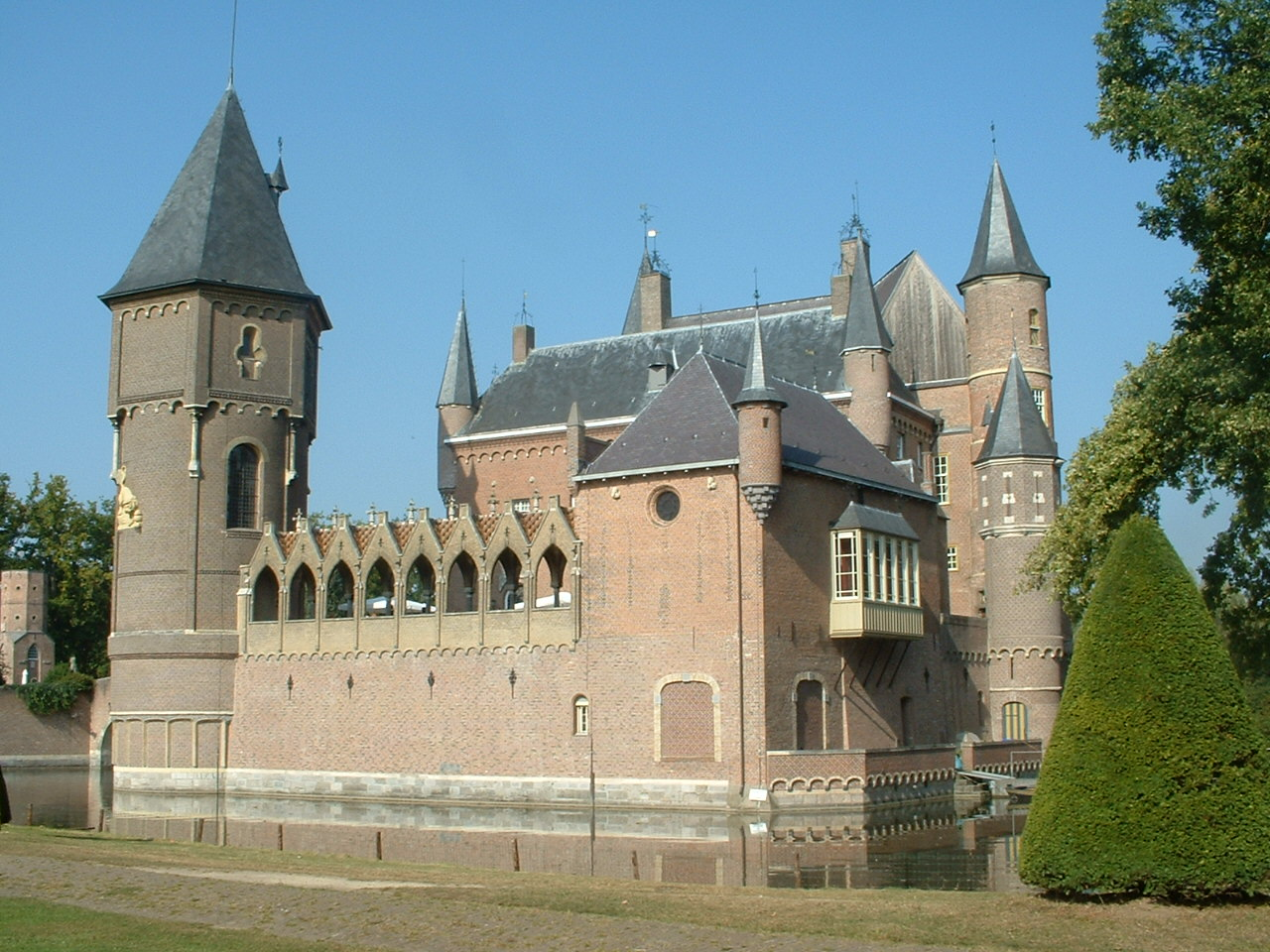
Kasteel Heeswijk (2009)

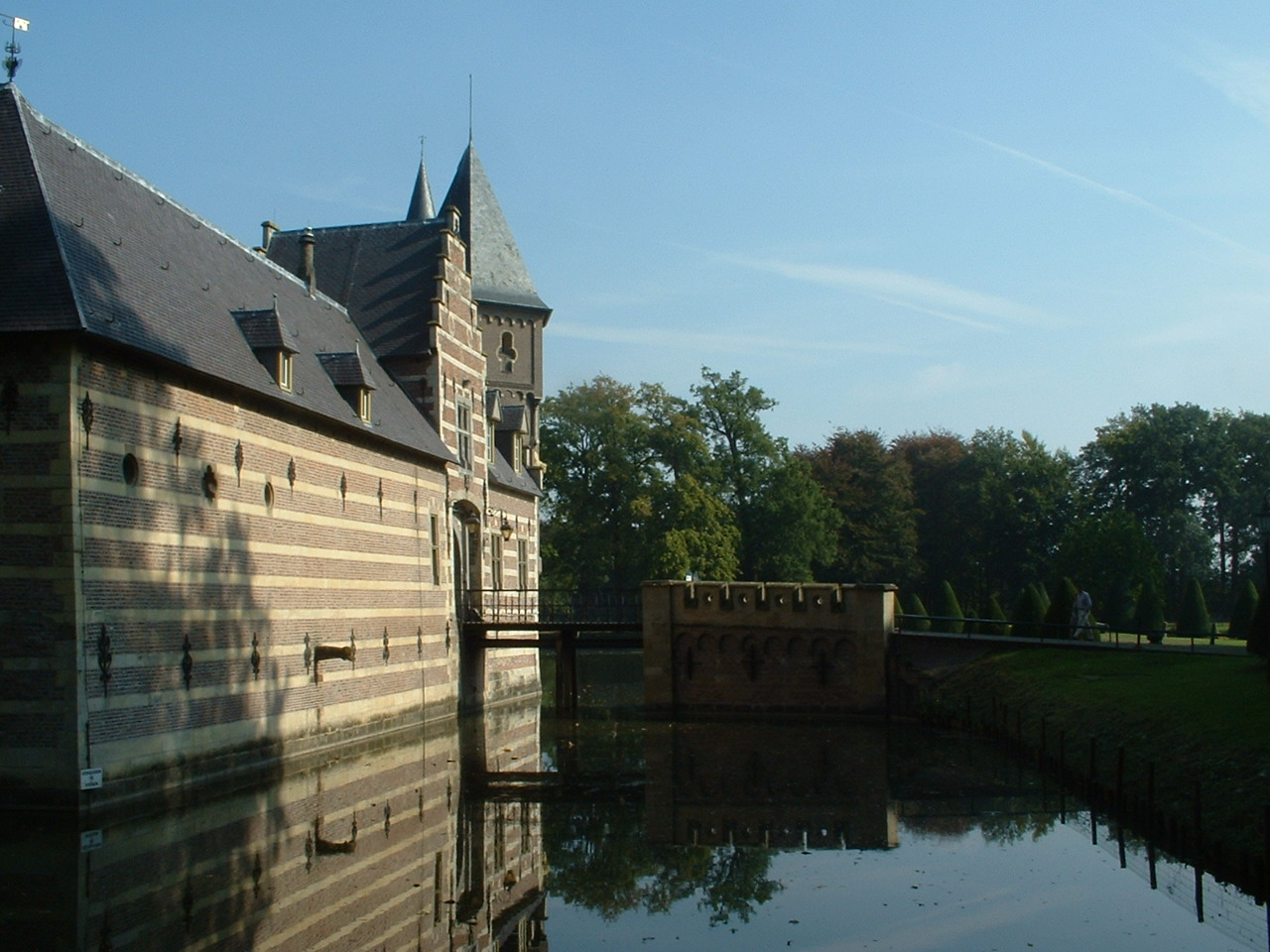
Kasteel Heeswijk (2009)

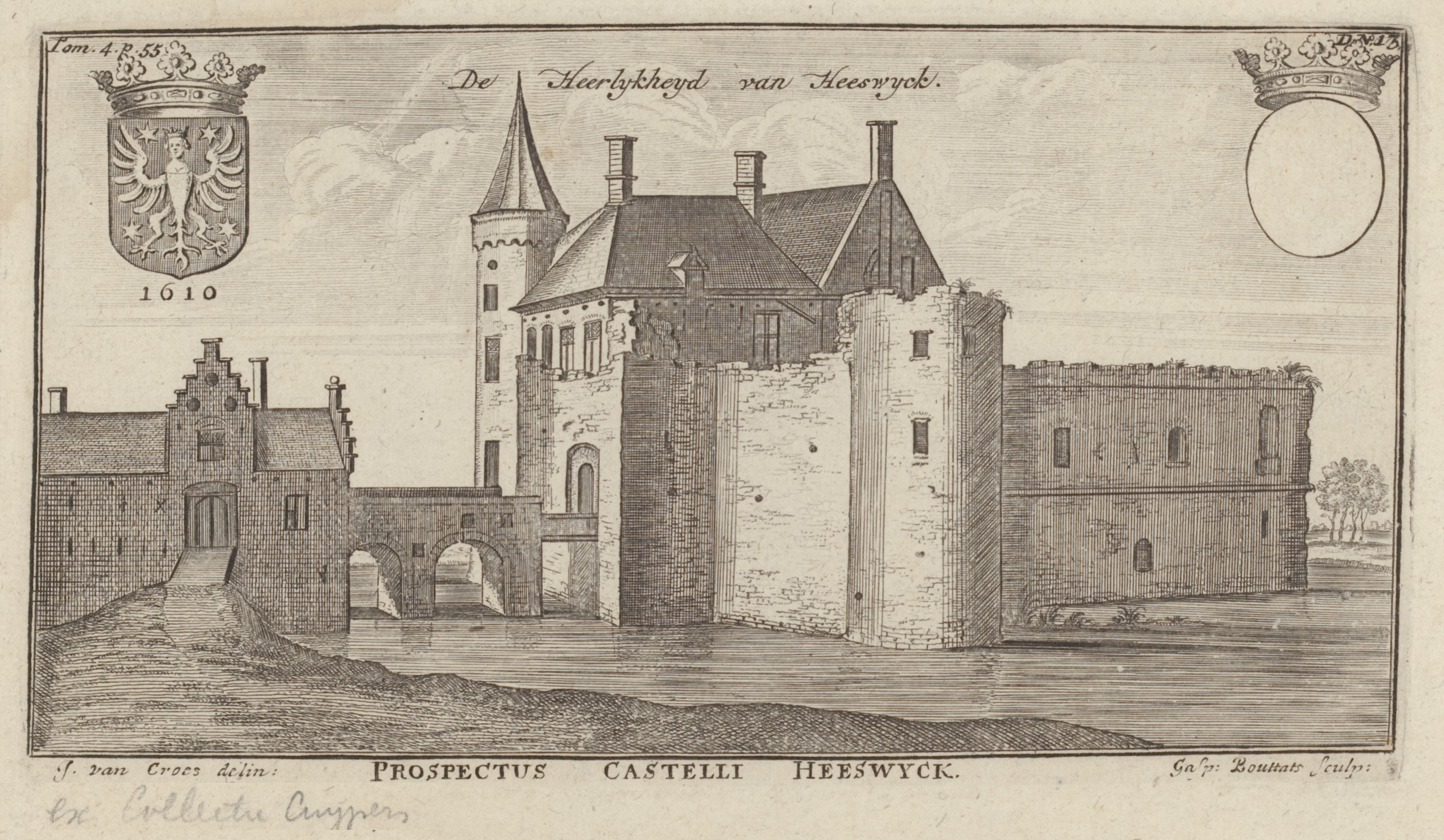
Kasteel Heeswijk met de ruïne van de voormalige motteburcht, gravure gedateerd 1610.

Kasteel Heeswijk is een voormalige waterburcht bij Heeswijk in de Nederlandse provincie Noord-Brabant. Het kasteel dateert uit de 11e eeuw.

## Geschiedenis
Reeds in het jaar 1080 ontstond er een voorloper van het huidige kasteel, een zogenaamde motte-burcht. In de loop van de middeleeuwen werd de motte (kasteelheuvel) afgevlakt en werd op de plaats van de burcht een kasteel gebouwd. Vanwege de ligging bij de rivier de Aa was het een waardevol bezit omdat hier de schepen langskwamen vanuit de Peel naar 's-Hertogenbosch. Eigenaren van het kasteel zijn onder meer de families Van Glymes en Cirksena. Graaf Johan Cirksena van Oost-Friesland bouwt een voorburcht van baksteen met natuurstenen banden of speklagen. Hiervan zijn de west- en zuidvleugel bewaard gebleven.
Kasteel Heeswijk heeft meerdere malen een rol gespeeld in de geschiedenis. Het lukte prins Maurits rond 1600 tot tweemaal toe niet om het kasteel in te nemen. Zijn halfbroer Frederik Hendrik slaagde daar in 1629 wel in, zodat hij vervolgens 's-Hertogenbosch kon belegeren. In 1672 was de Zonnekoning Lodewijk XIV een ongenode gast op Kasteel Heeswijk tijdens zijn strijd tegen de Republiek. De verdedigingswerken worden vernietigd en het kasteel verwordt tot een buitenhuis. Aan het eind van de 18e eeuw gebruikte Pichegru, generaal van de Franse Revolutie onder leiding van Napoleon, het kasteel nog als hoofdkwartier.
In 1835 kocht gouverneur André baron van den Bogaerde van Terbrugge het in verval geraakte kasteel en startte meteen een grootse verbouwing. Het buitenhuis verwordt weer tot een (neogotisch) kasteel. Hij bracht er zijn grote collectie van schilderijen, middeleeuwse beelden, kunstvoorwerpen en curiosa onder. Na zijn dood breidden zijn zoons, de jonkers Louis (1826–1890) en Alberic (1829–1895) (ook wel Donat genoemd) de collectie verder uit. Het was op afspraak te bezichtigen. Ten behoeve van dit 'museum' werd het kasteel uitgebreid met onder andere de Wapenzaal en de IJzertoren.
Jonkheer Alberic had een bijzonder testament opgesteld. Hij liet het kasteel en kasteel Nemerlaer na aan zijn achterneven: Baron Willem en zijn broer Othon. Deze achterneven mochten echter pas over de erfenis beschikken wanneer Othon 80 jaar zou zijn. Het kasteel mocht niet worden bewoond, maar moest voor publiek toegankelijk zijn om de verzameling te bewonderen. Het liep niet geheel zoals gepland, want een groot deel van de collectie werd geveild in 1900.
Ook baron Willem had grootse plannen: een verbouwing van kasteel en tuinen. De architecten Joseph Cuypers en zijn zoon Pierre Cuypers jr. maakten in 1932 twee ontwerpen om het kasteel in laat middeleeuwse staat te herstellen, naar voorbeeld van Kasteel de Haar en het Muiderslot. Lodewijk Copijn maakte een bijbehorend plan voor de tuinopzet. Het ontwerp was niet minder indrukwekkend dan de voorbeelden, maar het bleef echter een sprookje. De droom werd niet gerealiseerd omdat het financieel en juridisch niet rond was te krijgen. De tekeningen bleven in het kasteelarchief en de baron ging in het koetshuis op de voorburcht wonen.

## Huidig gebruik
In 1974 stierf baron Willem Van den Bogaerde van Terbrugge. Zijn weduwe, Albertine Van den Bogaerde van Terbrugge, riep in 1976 de Stichting Kasteel Heeswijk in het leven. Sinds 1987 is deze stichting volledig eigenaar van het kasteel. Er zijn nu geen adellijke bewoners meer aanwezig.
Het kasteel werd in 2005 voor het laatst gerestaureerd. Het kasteelmuseum geeft een beeld van de woonsituatie en de verzameltraditie uit het midden van de 19e eeuw. De Wapenzaal van het kasteel doet dienst als officiële trouwlocatie van de gemeente Bernheze.

## Bewoners
In 1835 werd het kasteel gekocht door Andreas van den Bogaerde van Terbrugge. Deze en zijn nazaten zijn begraven in het familiegraf op de begraafplaats nabij de Sint-Willibrorduskerk. Dit graf is in 1922 gebouwd. In 2007 werd de laatste telg van dit geslacht, de geadopteerde dochter Marie-Louise, bijgezet. Er liggen veertien leden van de familie Van den Bogaerde van Terbrugge begraven.